# Здановиці
Здановиці (пол. Zdanowice) — село в Польщі, у гміні Нагловиці Єнджейовського повіту Свентокшиського воєводства.
Населення — 231 особа (2011).
У 1975-1998 роках село належало до Келецького воєводства.

## Демографія
Демографічна структура на день 31 березня 2011 року:
|          | Загалом | Допрацездатний вік | Працездатний вік | Постпрацездатний вік |
| -------- | ------- | ------------------ | ---------------- | -------------------- |
| Чоловіки | 117     | 19                 | 85               | 13                   |
| Жінки    | 114     | 20                 | 65               | 29                   |
| Разом    | 231     | 39                 | 150              | 42                   |